# Estill County
Estill County ist ein County im Bundesstaat Kentucky der Vereinigten Staaten. Das U.S. Census Bureau hat bei der Volkszählung 2020 eine Einwohnerzahl von 14.163 ermittelt.
Der Verwaltungssitz (County Seat) ist Irvine, das nach Colonel William Irvine benannt wurde, einem frühen Siedler. Das County gehört zu den Dry Countys, was bedeutet, dass der Verkauf von Alkohol eingeschränkt oder verboten ist.

## Geographie
Das County liegt im mittleren Osten von Kentucky und hat eine Fläche von 662 Quadratkilometern, wovon fünf Quadratkilometer Wasserfläche sind. Es grenzt im Uhrzeigersinn an folgende Countys: Clark County, Powell County, Lee County, Jackson County und Madison County.

## Geschichte
Estill County wurde am 27. Januar 1808 aus Teilen des Clark County und des Madison County gebildet. Benannt wurde es nach Captain James Estill, der 1782 bei der Schlacht von Little Mountain getötet wurde.
8 Bauwerke und Stätten des Countys sind im National Register of Historic Places eingetragen (Stand 7. September 2017).

## Demografische Daten

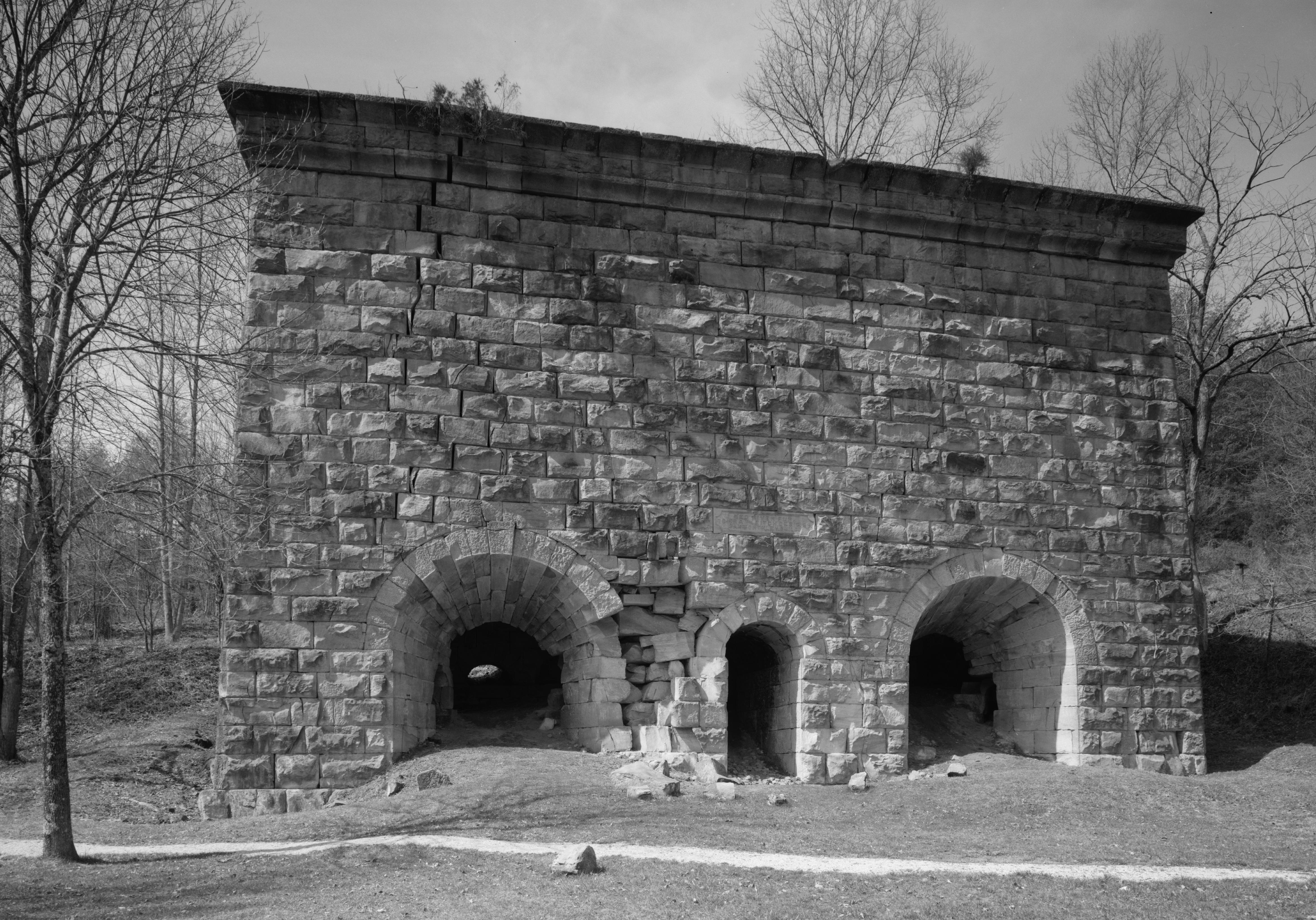
Red River Iron Furnace an der Kentucky Route 975 nahe Fitchburg im Daniel Boone National Forest. Gelistet im NRHP

Nach der Volkszählung im Jahr 2000 lebten im Estill County 15.307 Menschen; es wurden 6.108 Haushalte und 4.434 Familien gezählt. Die Bevölkerungsdichte betrug 23 Einwohner pro Quadratkilometer. Ethnisch betrachtet setzte sich die Bevölkerung zusammen aus 99,07 Prozent Weißen, 0,11 Prozent Afroamerikanern, 0,24 Prozent amerikanischen Ureinwohnern, 0,03 Prozent Asiaten und 0,06 Prozent aus anderen ethnischen Gruppen; 0,49 Prozent stammten von zwei oder mehr Ethnien ab. 0,53 Prozent der Bevölkerung waren spanischer oder lateinamerikanischer Abstammung.
Von den 6.108 Haushalten hatten 32,3 Prozent Kinder und Jugendliche unter 18 Jahre, die bei ihnen lebten. 55,4 Prozent waren verheiratete, zusammenlebende Paare, 12,9 Prozent waren allein erziehende Mütter, 27,4 Prozent waren keine Familien, 24,6 Prozent waren Singlehaushalte und in 10,7 Prozent lebten Menschen im Alter von 65 Jahren oder darüber. Die Durchschnittshaushaltsgröße betrug 2,48 und die durchschnittliche Familiengröße lag bei 2,94 Personen.
Auf das gesamte County bezogen setzte sich die Bevölkerung zusammen aus 24,2 Prozent Einwohnern unter 18 Jahren, 9,1 Prozent zwischen 18 und 24 Jahren, 29,2 Prozent zwischen 25 und 44 Jahren, 24,2 Prozent zwischen 45 und 64 Jahren und 13,5 Prozent waren 65 Jahre alt oder darüber. Das Durchschnittsalter betrug 37 Jahre. Auf 100 weibliche Personen kamen 93,8 männliche Personen. Auf 100 Frauen im Alter ab 18 Jahren kamen statistisch 91,2 Männer.

Das jährliche Durchschnittseinkommen eines Haushalts betrug 23.318 USD, das Durchschnittseinkommen der Familien betrug 27.284 USD. Männer hatten ein Durchschnittseinkommen von 29.254 USD, Frauen 18.849 USD. Das Prokopfeinkommen betrug 12.285 USD. 22,5 Prozent der Familien und 26,4 Prozent der Bevölkerung lebten unterhalb der Armutsgrenze. Davon waren 32,3 Prozent Kinder oder Jugendliche unter 18 Jahre und 21,5 Prozent waren Menschen über 65 Jahre.

## Orte im County
- Alumbaugh
- Cobhill
- Cressy
- Crystal
- Evelyn
- Fitchburg
- Fox
- Furnace
- Hargett
- Iron Mound
- Irvine
- Jinks
- Kimbrell
- Leighton
- Locust Branch
- Millers Creek
- Noland
- North Irvine
- Palmer
- Patsey
- Pilot
- Pitts
- Pryse
- Ravenna
- Shade
- South Irvine
- Spout Springs
- Texola
- Wagersville
- West Irvine
- Winston
- Wisemantown
- Witt
- Witt Springs